# Tabitha Chawinga
Tabitha Chawinga (Rumphi, Malaui; 22 de mayo de 1996) es una futbolista malauí. Juega como delantera y su equipo actual es el Olympique de Lyon de la Première Ligue de Francia. Es internacional con la Selección Malaui de la cual también es capitana.

## Clubes
| Club                      | País    | Año         |
| ------------------------- | ------- | ----------- |
| Kvarnsvedens IK           | Suecia  | 2015 - 2017 |
| Jiangsu                   | China   | 2018 - 2020 |
| Wuhan Jianghan University | China   | 2021        |
| Inter de Milán            | Italia  | 2022 - 2023 |
| Paris Saint Germain       | Francia | 2023 - 2024 |